# 15 cm Nebelwerfer 41
Il 15 cm Nebelwerfer 41 o 15 cm NbW 41 era un lanciarazzi multiplo tedesco usato dalla Wehrmacht durante la seconda guerra mondiale. Era un lanciarazzi destinato all'uso di munizioni a caricamento chimico e fumogeni da parte delle Nebeltruppen, la specialità tedesca per la guerra chimica.

## Storia

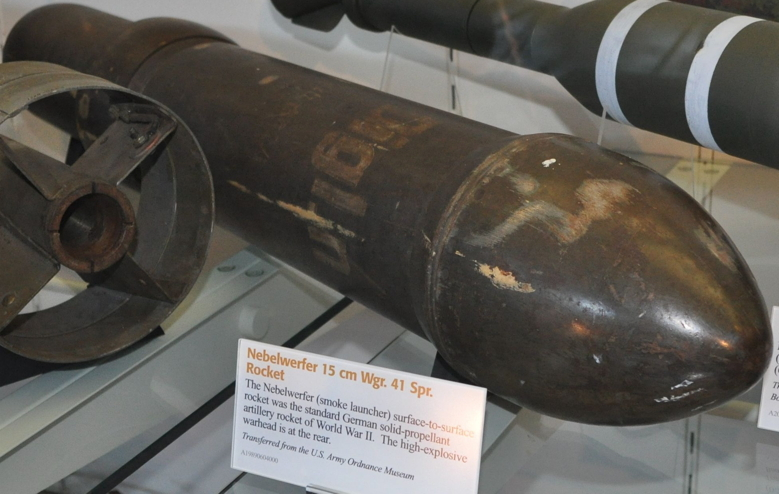
Proiettile Wgr 41 del 15 cm NbW 41.

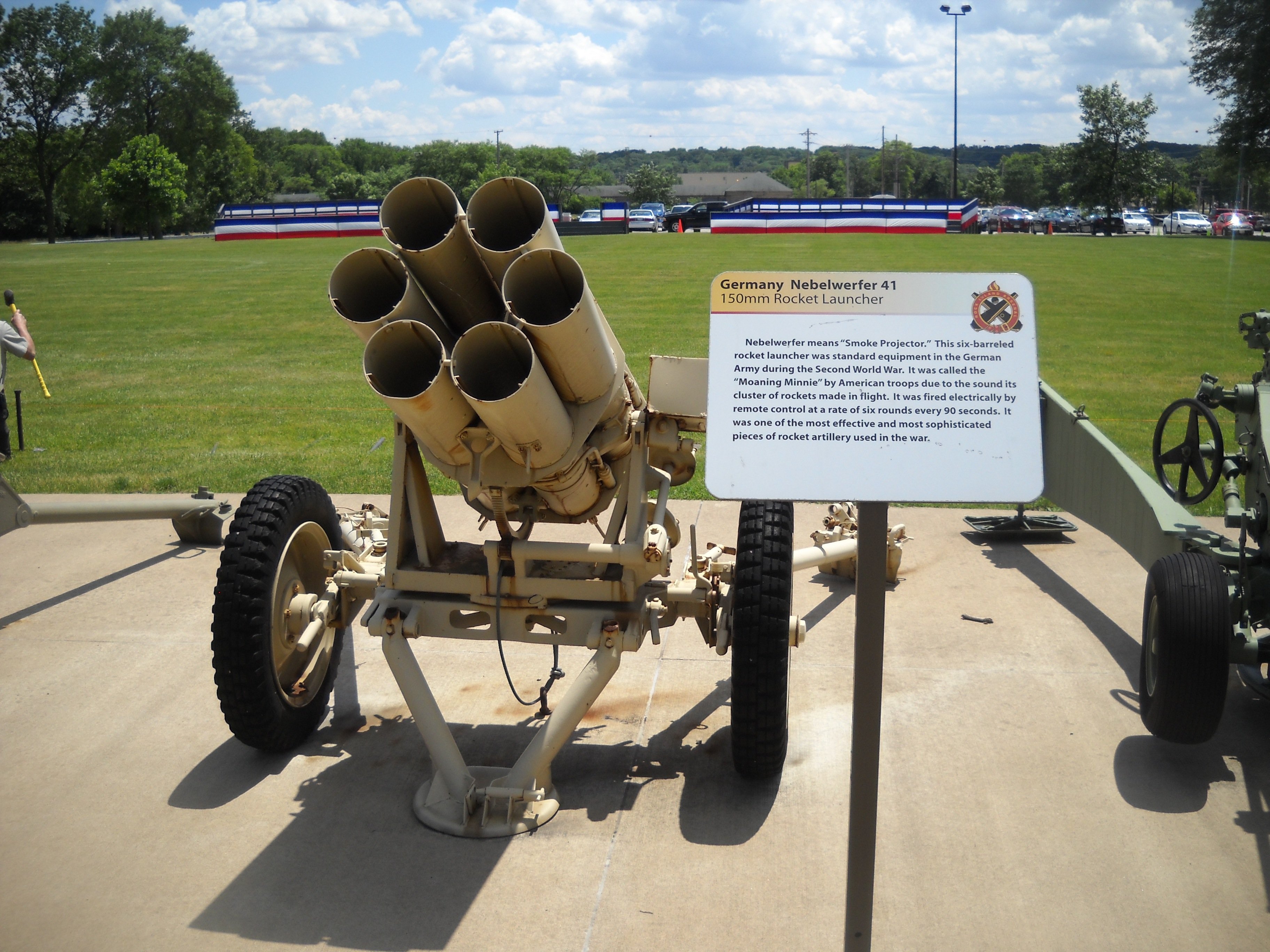
Vista frontale del NbW 41.

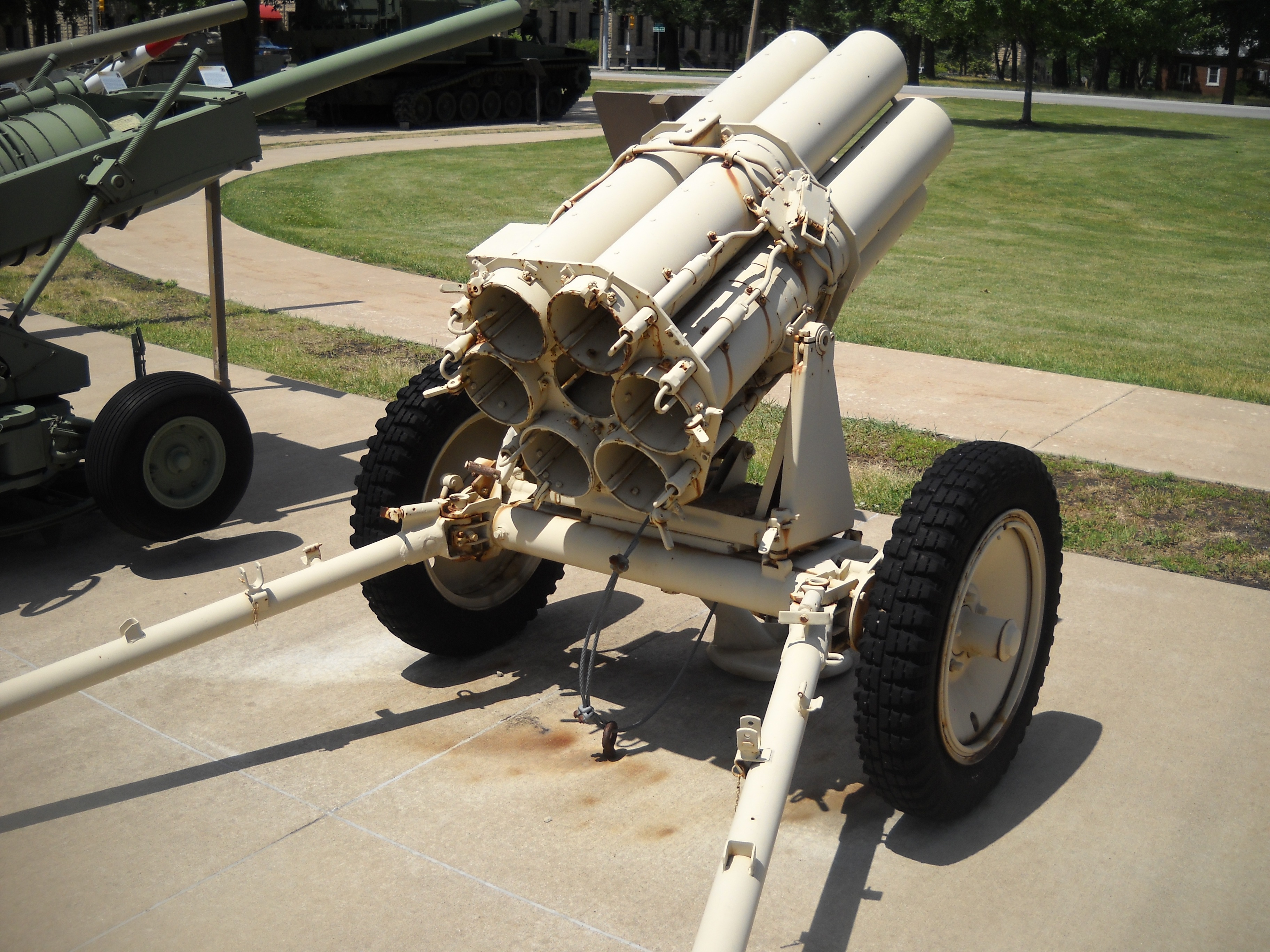
Vista della culatta del NbW 41.

Lo sviluppo dei razzi in Germania iniziò negli anni venti e raggiunse la maturità alla fine degli anni trenta. La nuova arma consentiva ai reparti di guerra chimica di lanciare grandi quantità di gas o fumo simultaneamente. Il primo sistema a razzo ad essere consegnato alle truppe fu proprio il 15 cm Nebelwerfer 41 nel 1940, dopo la campagna di Francia, progettato per lanciare razzi con testa di guerra caricata a gas, fumogeni o e alto esplosivo.

## Tecnica

### Il complesso di lancio
Il complesso di lancio era costituito da 6 tubi calibro 150 mm, lunghi 1,3 m e disposti in cerchio, capaci di lanciare una salva in 10 secondi. L'anima di ogni tubo era percorsa da tre rilievi, che fungevano da guida per i proietti. Il complesso era incavalcato sull'affusto trainato del cannone controcarro 3,7 cm PaK 36 e pesava a vuoto 540 kg. Nel corso della guerra furono prodotti oltre 5.000 lanciatori e 5 milioni e mezzo di razzi.
Gli stessi tubi di lancio del NbW 41, disposti su due file di cinque unità, armavano i semicingolati lanciarazzi Panzerwerfer 42 su scafo Sd.Kfz. 4, schwerer Wehrmachtschlepper, Somua MCG e Somua MCL.

### Il razzo
Il razzo, pesante 34,2 kg, aveva una struttura insolita. La carica propellente di 6,5 kg era infatti situata sulla testa del missile ed i gas fluivano attraverso 26 ugelli laterali inclinati, in modo da imprimere una rotazione stabilizzante al proietto. Questa impostazione comportava grandi complicazioni costruttive a fronte di un modesto vantaggio effettivo, cosicché non venne replicata sui razzi successivi. La testata di guerra a frammentazione era caricata con 2,4 kg di alto esplosivo.